# Bolham (Nottinghamshire)
Bolham – osada w Anglii, w hrabstwie Nottinghamshire. Leży 45 km na północ od miasta Nottingham i 211 km na północ od Londynu.